# Cut Copy
I Cut Copy sono un gruppo di musica elettronica formatosi a Melbourne (Australia) nel 2001. La band è formata da Dan Whitford (voce), Tim Hoey e Mitchell Scott.

## Storia
I Cut Copy sono stati formati nel 2001 come progetto di Dan Whitford, un DJ e graphic designer.
Whitford ha pubblicato il singolo 1981 e I Thought of Numbers, e per l'Extended Play ha chiamato Tim Hoey e Scott Mitchell Bennett Foddy nel 2003 per aderire alla band. Nell'aprile 2004 i Cut Copy hanno pubblicato il loro LP, Bright Like Neon Love. L'album è stato scritto e prodotto da Dan Whitford. Foddy lasciato la band a metà del 2004 per studiare un dottorato in filosofia.
Nel 2005 hanno prima fatto un tour internazionale, sono stati in tour in diverse città tra cui Londra, New York e Los Angeles. Poi sono andati in tour con artisti internazionali come Franz Ferdinand, Junior Senior, Bloc Party e Mylo, tra l'altro, nel dicembre 2007, la band ha tenuto il tour in Australia insieme ai Daft Punk durante la visita al Sydney Nevereverland, attirando una folla di circa 50.000 persone.
Nel 2007 la band ha annunciato la conclusione del suo secondo album, In Ghost Colours, ma in Australia il lancio è stato ritardato fino al 22 marzo 2008 in modo da coincidere con il lancio internazionale. In Ghost Colors è salito nella ARIA Charts alla posizione numero uno nel 30 marzo 2008. Come affermato in un'intervista con i The Presets, sostengono che i The Presets sono amici dei Cut Copy.
Nel 2010 lanciano in radio il brano Where I'm Going, che anticipa il terzo disco dal titolo Zonoscope. Il primo singolo ufficiale tratto dall'album è Take Me Over, pubblicato nel novembre 2010, mentre il disco esce nel febbraio 2011 attraverso la Modular (come i precedenti). Registrato tra le città di Melbourne (Australia) e Atlanta (Stati Uniti), il disco è stato in nomination ai 54i Grammy nella categoria "Best Dance/Electronica Album". In Australia ha vinto diversi premi e si è posizionato al terzo posto della classifica di vendita.
Il quarto album è Free Your Mind, pubblicato nel novembre 2013. Prodotto come gli altri dal frontman del gruppo Dan Withford, è stato preceduto dai singoli Le Me Show Your Love (settembre 2013) e la "title track" (ottobre). Per il missaggio e la produzione Withford si è avvalso della collaborazione di Dave Fridmann.

## Formazione

### Formazione attuale
- Dan Whitford - voce, chitarra, tastiere
- Tim Hoey - chitarra, campionamenti
- Mitchell Scott - batteria
- Ben Browning - basso

### Ex componenti
- Bennett Foddy - basso, sintetizzatore

## Discografia

### Album
- Bright Like Neon Love (2004, Modular Recordings)
- In Ghost Colours (2008, Modular Recordings - AUS #1, US #167)
- Zonoscope (2011, Modular Recordings - AUS #3, US #46)
- Free Your Mind (2013, Modular Recordings)
- Freeze, Melt (2020)

### EP
- I Thought of Numbers (2001, Modular Recordings)
- Hearts on Fire (2007, Modular Recordings)
- So Cosmic (2008, Modular Recordings)

### Compilation
- Fabric Live 29 (2006, DJ mix compilation, Fabric)

### Singoli
- 1981 7" (2001, Modular Recordings)
- Saturdays (2004, Modular Recordings)
- Future (2005, Modular Recordings)
- Going Nowhere (2005, Modular Recordings)
- Hearts on Fire (2007, Modular Recordings)
- So Haunted (2007, Modular Recordings)
- Lights & Music (2008, Modular Recordings - AUS #64, AUS Dance #8)
- Hearts on Fire (2008 Edit), (2008, Modular Recordings - AUS #98, AUS Dance #9)
- Far Away (2008, Modular Recordings)
- Where I'm Going (2010, Modular Recordings)
- Take Me Over (2010, Modular Recordings)
- Need You Now (2011, Modular Recordings)
- Blink And You'll Miss A Revolution (2011, Modular Recordings)
- Sun God (2012, Modular Recordings)
- Free Your Mind (2013, Modular Recordings)